# Sanjūsangen-dō

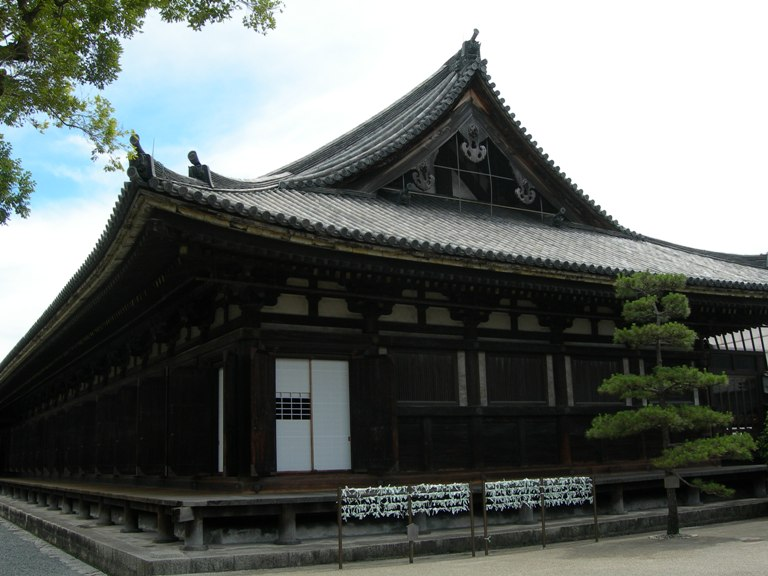
Haupthalle des Sanjūsangen-dō, vom Eingang zum Gelände aus gesehen

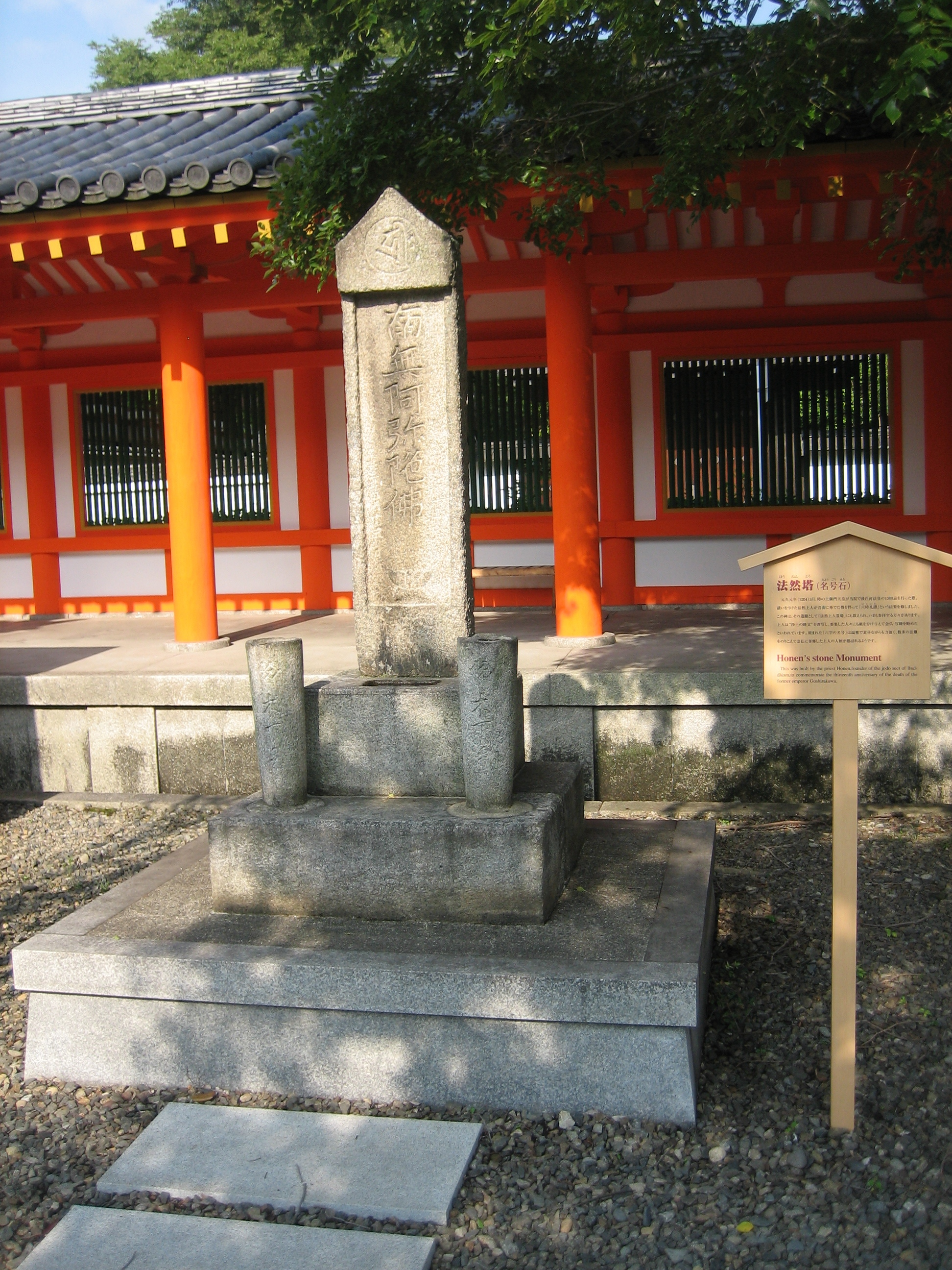
Das von Hōnen für den Go-Shirakawa-tennō errichtete Denkmal gegenüber der Vorderseite der Haupthalle.

Der Sanjūsangen-dō (jap. 三十三間堂) ist ein buddhistischer Tempel im bahnhofsnahen Stadtbezirk Higashiyama von Kyōto. Offiziell heißt er Rengeō-in-hon-dō (蓮華王院本堂, dt. „Haupthalle des Tempels des Lotuskönigs“). Der populäre Name Sanjūsangendō bezieht sich auf die 33 Nischen der Halle. Die Zahl 33 verkörpert dabei auch die 33 Formen, die Kannon annehmen kann.
Der Tempel gehört zum Tempel Myōhō-in (妙法院) und wird auch von diesem unterhalten. Er gehört zur Tendai-shū, einer Schule des Buddhismus in Japan.

## Geschichte
Der Tempel wurde 1164 unter Taira no Kiyomori auf Anordnung des Go-Shirakawa-tennō fertiggestellt. Er fiel 1249 einem Feuer zum Opfer. Nur die Haupthalle wurde 1266 neu errichtet. Sie ist heute der längste Holzbau Japans.
1604 fand hier ein berühmtes Duell der Schwertmeister Miyamoto Musashi und Yoshioka Denshichiro statt. Dieses wird u. a. in dem Film Samurai II - Duel at Ichijoji temple (1955) von Hiroshi Inagaki und mit Toshirō Mifune thematisiert.

## Architektur

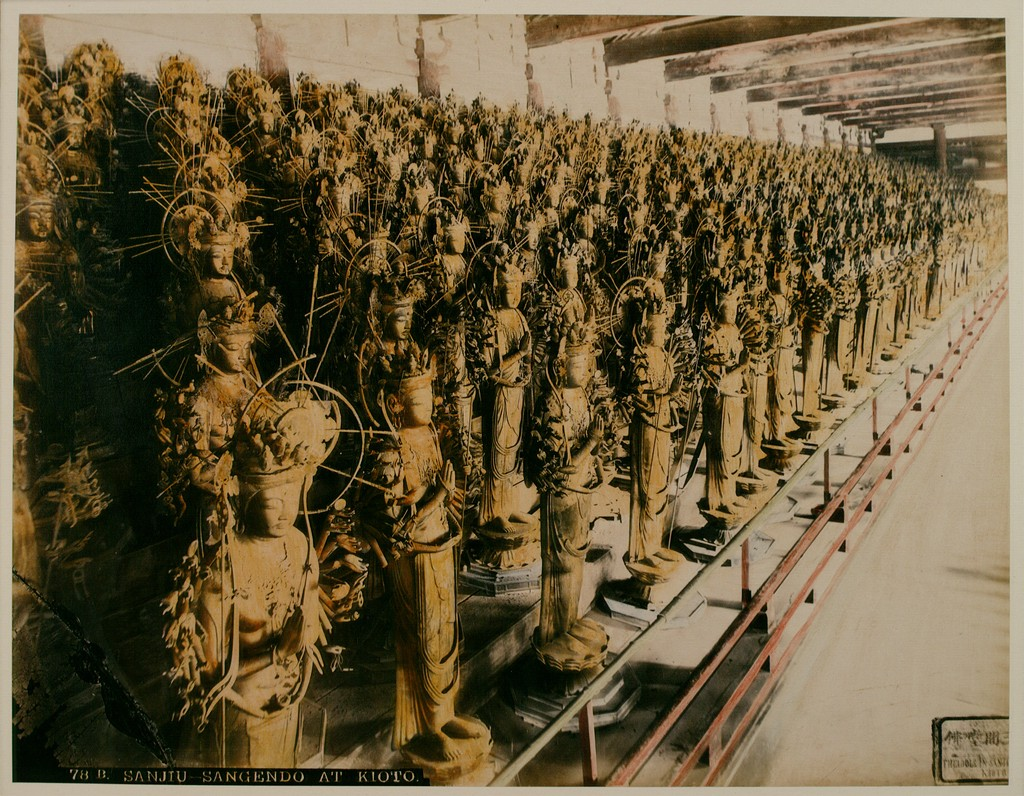
Statuen der Tausendarmigen Kannon

Im Tempel wird hauptsächlich Bodhisattva Sahasrabhuja-arya-avalokiteśvara oder die „Tausendarmige Kannon“ verehrt. Ihre Statue wurde in der Kamakura-Zeit von dem Bildhauer Tankei geschaffen und gehört mit der Haupthalle zu den Nationalschätzen Japans.
Beidseits der großen Kannon-Statue sind 1.001, im Detail unterschiedliche, lebensgroße Statuen der Tausendarmigen Kannon jeweils in einer regelmäßigen Reihenanordnung von 10 mal 50 Statuen aufgestellt.
124 dieser Statuen stammen noch aus dem ursprünglichen Tempel, die restlichen wurden im 13. Jahrhundert angefertigt. Sie sind aus Japanischer Zypresse und vollständig vergoldet. Vor den Kannonstatuen stehen 28 Wächterfiguren und zwei berühmte Statuen von Fūjin (Gottheit des Windes) und Raijin (Gottheit des Donners), die ebenfalls Nationalschätze sind.
Die Statuen stehen auf einem nach hinten hin in 10 Stufen ansteigenden Podest; in dem hinter dem Podest verbleibenden Teil der Halle befindet sich eine kleine Ausstellung.
Im Hof steht ein schlichtes Steindenkmal, das von dem Tendai-Priester Hōnen zum 13. Jahrestag des Todes des Go-Shirakawa-tennō errichtet wurde.

## Veranstaltungen
Im Januar findet im Tempel der Ritus der Weide (柳枝のお加持) statt, bei dem die Gläubigen mit einem heiligen Weidenzweig am Kopf berührt werden, um Kopfschmerzen zu lindern und zu verhüten.

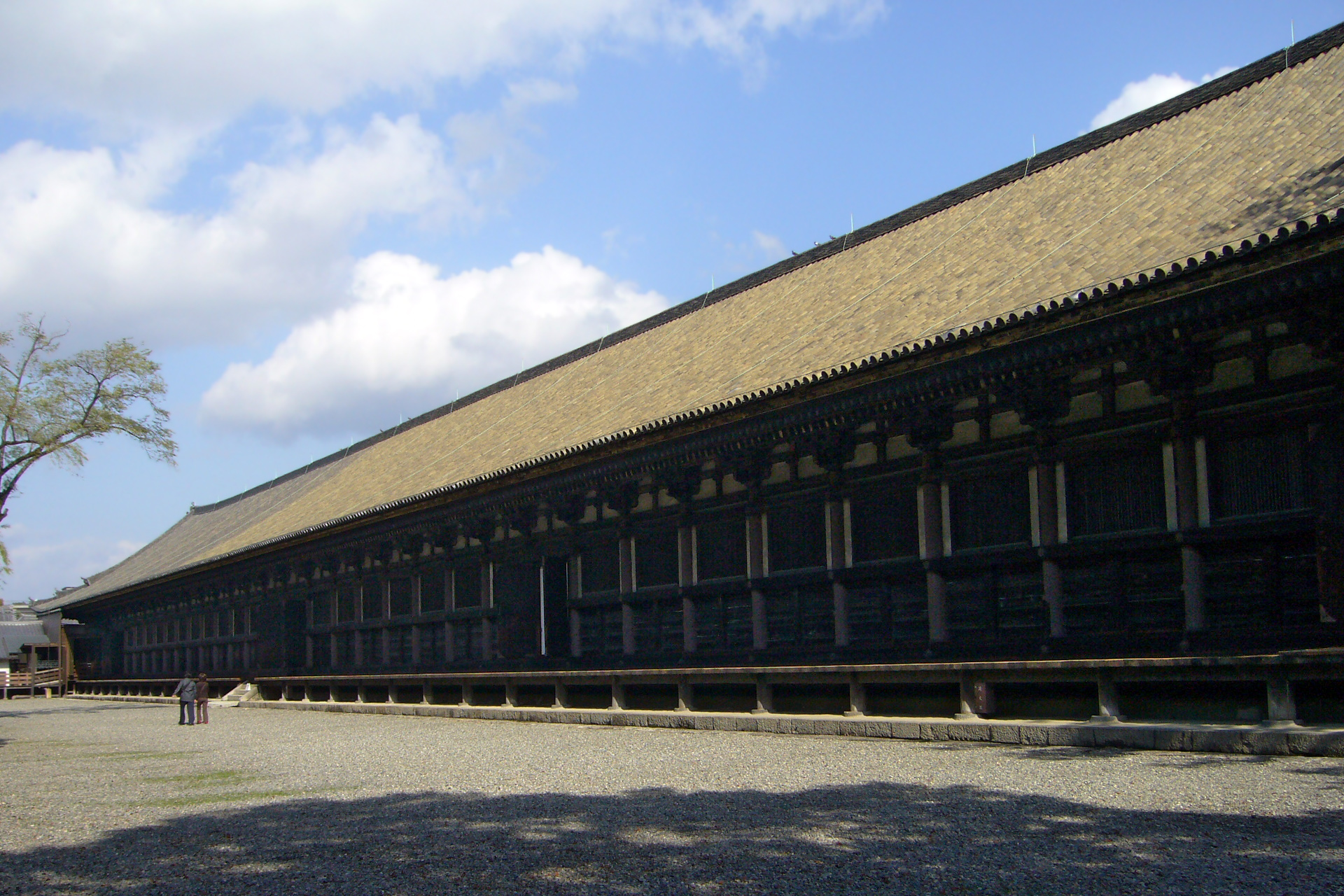
Veranda, auf der das Toshiya abgehalten wurde

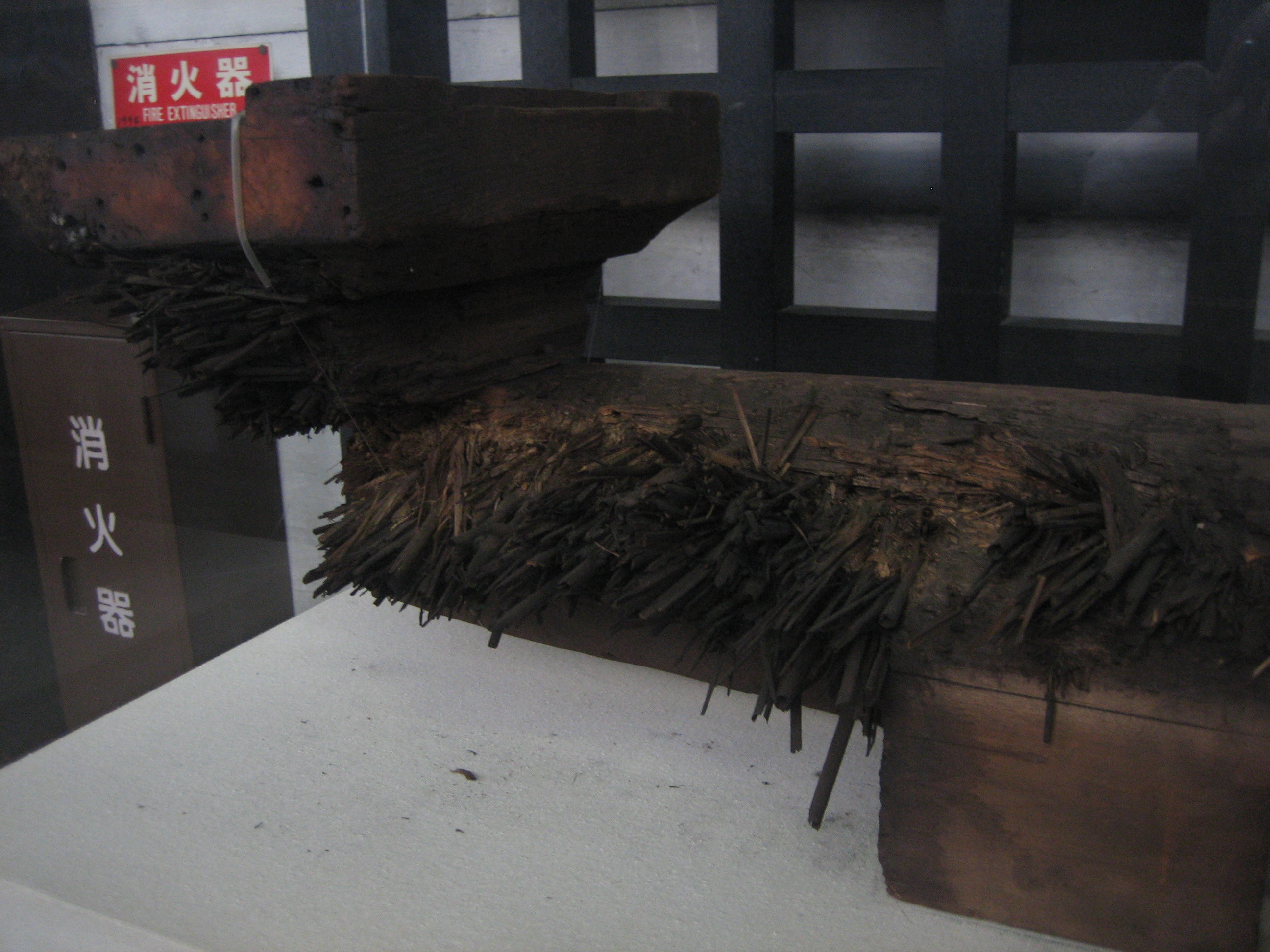
Ein während Rekonstruktionsarbeiten ausgebautes Teil der Dachkonstruktion über der Veranda, auf der das Tōshiya stattfand. Hunderte noch im Balken steckende Pfeilspitzen verdeutlichen die Intensität, mit der hier geschossen wurde.

Der Tempel ist aus der Geschichte berühmt für seine als Tōshiya (通し矢, wörtl. „Pfeile, die das Ziel treffen“) bekannten Wettkämpfe im Bogenschießen mit dem japanischen Langbogen. Diese fanden jährlich im Mai auf der 2,5 m breiten, nur 5,5 m hohen und 120 m langen Westveranda auf der Rückseite des Tempels statt. Die Schützen schossen dabei vom Südende der Veranda auf ein an der Nordseite als Ziel angebrachtes Tuch, hier befand sich auch das Kampfgericht, das die gültigen Treffer anzeigte.
Es waren Wettkämpfe über 100 Pfeile oder 1.000 Pfeile sowie Wettkämpfe über die halbe Distanz und die volle Länge der Veranda (118 m Schussdistanz) üblich. Bei Letzteren musste ein einzelner Schütze innerhalb 24 Stunden so viele Pfeile wie möglich ins Ziel bringen. Dieser Wettkampf dauerte von 6 Uhr abends eines Tages bis zum Abend des nächsten Tages. Bei Nacht wurde die Veranda von mehreren Feuern vor dem Tempel erleuchtet, die von Feuerwehrleuten bewacht wurden. Alle 500 Treffer machte der Schütze eine kurze Pause und wurde durch Anfeuerungsrufe der Zuschauer belohnt.
Dieser erstmals 1606 ausgetragene Wettkampf galt als außerordentlich anspruchsvoll, da neben den Belastungen durch die lange Dauer des Wettkampfes die niedrige Veranda zu einer sehr flachen Flugbahn und daher zur Verwendung starker Bögen und einer speziellen Schießtechnik zwang.
Rekordhalter aller Zeiten ist der damals 22-jährige Wasa Daihachiro im Jahre 1686 mit 13.053 Pfeilen, von denen 8.133 ihr Ziel erreichen. Dies ergibt rechnerisch eine unglaubliche Schussfrequenz von ca. 9 Pfeile/min., bei denen jedoch die Teepausen nach 500 Schuss noch nicht herausgerechnet sind. Den zweiten Platz hält der Samurai Hoshino (10.542 Pfeile, 8.000 Treffer).
Auch heute noch wird unter gleichem Namen auf dem Tempelgelände jedes Jahr ein bekannter Kyūdō-Wettkampf veranstaltet, aus denkmalschützerischen Gründen allerdings im Hof neben der Haupthalle und nur über 60 m Distanz („Enteki“). Eine Demonstration des Tōshiya in seiner ursprünglichen Form findet jährlich Mitte Januar statt.